# Beach City (Ohio)
Beach City é uma vila localizada no estado norte-americano de Ohio, no Condado de Stark. A população era de 1033 habitantes no censo de 2010.

## História
Beach City foi nomeada para um funcionário de uma ferrovia.

## Geografia
Beach City é localizada em 40° 39′ 10″ N, 81° 34′ 48″ O (40.652723, -81.579965), junto com Sugar Creek.
De acordo com o United States Census Bureau tem uma área de
1,2 km², dos quais 1,2 km² cobertos por terra e 0,0 km² cobertos por água.

## Governo
O prefeito atual é Connie White.

## Demografia

### Censo de 2010
Segundo o censo de 2010, havia 1033 pessoas, 419 agregados familiares e 284 famílias residindo na vila. A densidade populacional era de 867,1 habitantes por quilômetro quadrado. Havia 457 unidades residenciais numa densidade média de 383,6 por quilômetro quadrado. A composição racial da vila era de 97,6% brancos, 0,4% afro-americanos, 0.2% nativos americanos, 0,2% outras raças e 1,6% duas ou mais raças. Hispânicos ou latinos de quaisquer raças formavam 0,8% da população.
Havia 419 agregados familiares dos quais 33,4% tinham filhos menores de 18 anos de idade vivendo com eles, 48,7% eram casados vivendo juntos, 12,9% tinham um agregado familiar de mulheres sem um marido presente, 6,2% tinham um agregado familiar de homens sem uma esposa presente e 32,2% não tinham família. 27.2% de todos os agregados familiares eram formados de indivíduos e 15,6% tinham alguém vivendo sozinho com 65 anos ou mais. O tamanho médio de agregados familiares era de 2,4 e o tamanho médio de famílias era de 2,9.
A média de idade da vila era de 39,5 anos. 23,8% dos residentes eram menores de 18 anos; 7,9% estavam entre as idades de 18 e 24; 25,8% tinham entre 25 a 44; 26,5% tinham entre 45 a 64; e 16,2% tinham 65 ou mais. A composição sexual da vila era de 47,9% homens e 52,1% mulheres.

### Censo de 2000
Segundo o censo de 2000, havia 1137 pessoas, 456 agregados familiares e 311 famílias residindo na vila. A densidade populacional era de 954,3 pessoas por quilômetro quadrado. Havia 474 unidades residenciais numa densidade média de 397,9 por quilômetro quadrado. A composição racial da vila era de 98,7% brancos, 0,09% afro-americanos, 0,2% asiáticos, 0,3% outras raças e 0,5% de duas ou mais raças. Hispânicos ou latinos de quaisquer raças formavam 0,8% da população.
Havia 456 agregados familiares dos quais 31,4% tinham filhos menores de 18 anos de idade vivendo com eles, 55,9% eram casados vivendo juntos, 8,1% tinham um agregado familiar de mulheres sem um marido presente, e 31,6% não tinham família. 27,2% de todos os agregados familiares eram formados de indivíduos e 15,8% tinham alguém vivendo sozinho com 65 anos ou mais. O tamanho médio de agregados familiares era de 2,4 e o tamanho médio de famílias era de 3,04.
Na vila, a população era propagada com 25,9% menores de 18 anos, 6,7% entre 18 a 24, 28,8% entre 25 a 44, 21,5% entre 45 a 64 e 17,1% tinham 65 anos ou mais. A média de idade era de 38 anos. Para cada 100 mulheres havia 94 homens. Para cada 100 mulheres de 18 anos ou menos, havia 89.6 homens.
A renda média para um agregado familiar na vila era de US$36.250, e a renda média para uma família era de US$41.313. Homens tinham uma renda média de US$32.250 contra US$22.045 para mulheres. A renda per capita para a vila era de US$15.589. Cerca de 5,4% das famílias e 8.1% da população estavam abaixo da linha de pobreza, incluindo 11,4% daqueles abaixo de 18 anos e 7,8% daqueles de 65 anos ou mais.

## Localidades na vizinhança
O diagrama seguinte representa as localidades num raio de 12 km ao redor de Beach City.